# Naro (Agrigento)
Naro is een gemeente in de Italiaanse provincie Agrigento (regio Sicilië) en telt 7015 inwoners (31-12-2023). De oppervlakte bedraagt 207,3 km², de bevolkingsdichtheid is 42 inwoners per km².

## Demografie
Naro telt ongeveer 7015 inwoners, een daling in de periode 1991-2023 met 14,4% volgens cijfers uit de tienjaarlijkse volkstellingen van ISTAT.
| Jaar | Inwoneraantal |
| ---- | ------------- |
| 1991 | 10.071        |
| 2001 | 8770          |
| 2023 | 7015          |

## Geografie
De gemeente ligt op ongeveer 600 m boven zeeniveau.
Naro grenst aan de volgende gemeenten: Agrigento, Caltanissetta (CL), Camastra, Campobello di Licata, Canicattì, Castrofilippo, Delia (CL),  Favara, Licata, Palma di Montechiaro, Ravanusa, Sommatino (CL).

## Geboren te Naro
- Piero Barone (24 juni 1993), zanger van Il Volo